# Alosa fallax
Alosa fallax és una espècie de peix de la família dels clupeids i de l'ordre dels clupeïformes present a l'Atlàntic nord-oriental (des de les costes meridionals d'Escandinàvia fins al Marroc, incloent-hi les Illes Britàniques i la mar Bàltica), la mar Mediterrània i la mar Negra.
Els mascles poden assolir 60 cm de llargària total i 1.500 g de pes. Tenen entre 55 i 59 vèrtebres.
Els adults mengen peixets i crustacis. Els joves es nodreixen d'alevins d'arengs, amploies i gobis. Pot arribar a viure 25 anys. És sexualment madur a l'edat de 3-4 anys (quan assoleix la mida de 30-40 cm). Està amenaçat per la contaminació de l'aigua i la construcció de preses artificials als rius.
En l'actualitat a les Terres de l'Ebre s'està desenvolupant el projecte LIFE- MigratoEbre que ha de permetre la millora de la connectivitat ecològica del tram final del riu Ebre i la reintroducció, entre d'altres, de la saboga o de l'esturió comú.

## Projecte LIFE - MigratoEbre
- Rampa de peixos de l'assut de la Central nuclear d'Ascó, de 40 metres de llargada i 8 d'amplada amb un cost d'uns vuitanta mil euros (va entrar en funcionament el setembre de 2017).
- Pantà de Flix (pendent)
- Assut de Xerta (pendent)
- Repoblació (pendent)